# ブルーチャイム
ブルーチャイムはライオンが1971年から1980年代末まで発売されていた洗濯用洗剤である。

## 商品概要・歴史
有りんで、ABS洗剤であった。
洗浄終了を色の変化で知らせるユニークな機能を持っていた。洗剤の色は、はじめは青、洗浄が終了したときは赤に変化する。洗剤の色が青いうちは何度でも洗える特徴があった。

### 沿革
- 1971年2月に発売した（当時の社名は「ライオン油脂」）。
- 1975年にコンパクト化され、軽量カップが現れた。
- 発売終了年不詳。

## ラインナップ
液体洗剤は発売されなかった。
大型洗剤
2.65kg
コンパクト洗剤 (ブルーチャイム25)
1.65kg

## CMテーマソング
- 発売してすぐに作られた歌。歌は十田敬三が担当していた。
- 「変わったな 変わったな ブルーチャイムで変わ～ったな～」という歌詞。CD化もされ、大好評だった。
- 「♪色が変わって合図する～ ブルー～チャ～イム」というサウンドロゴもあり、こちらは女性コーラスグループの歌唱であった。

## CM出演タレント
- 倍賞美津子（1976年）

## 競合商品
- スパーク